# Henrik Larsson (biljardspelare)

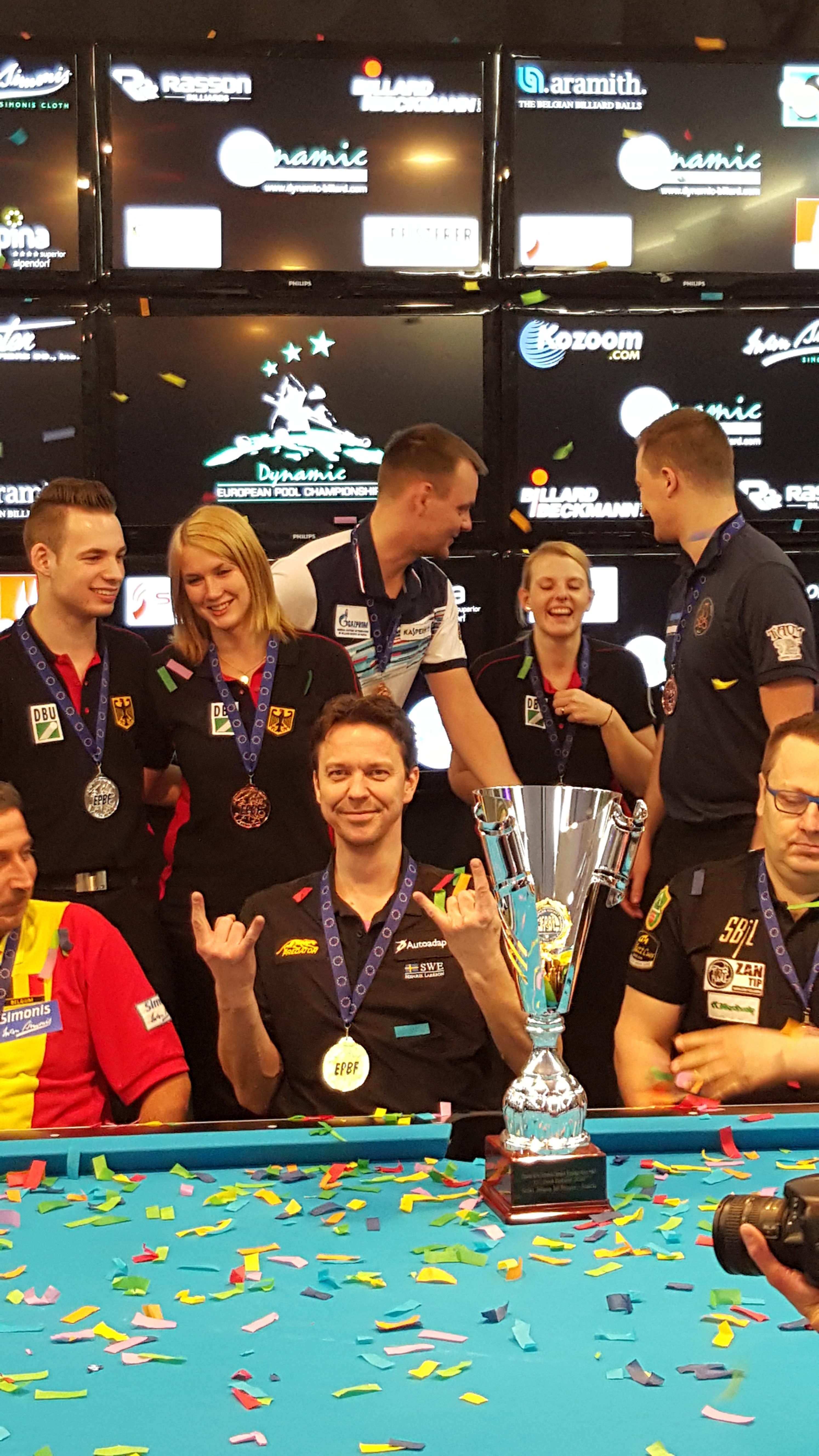
Henrik Larsson, EM 2016

Henrik Larsson, född 1971, är en svensk rullstolsburen sexfaldig världsmästare i biljard.
Hans internationella genombrott ägde rum i Berlin 1993 då han vann det första officiella Europamästerskapet som anordnats i rullstolsklassen. Henrik har hittills i sin tjugofemåriga karriär vunnit sex världsmästerskap och tolv europamästerskap. Han har världsrekord i högsta serie i 14-1 med 97 bollar i rad. Nominerad på Idrottsgalan 2008  och han medverkade även i Malin Olssons Vem bor här? i SVT 1 måndagen den 25 maj 2015.